# Naria

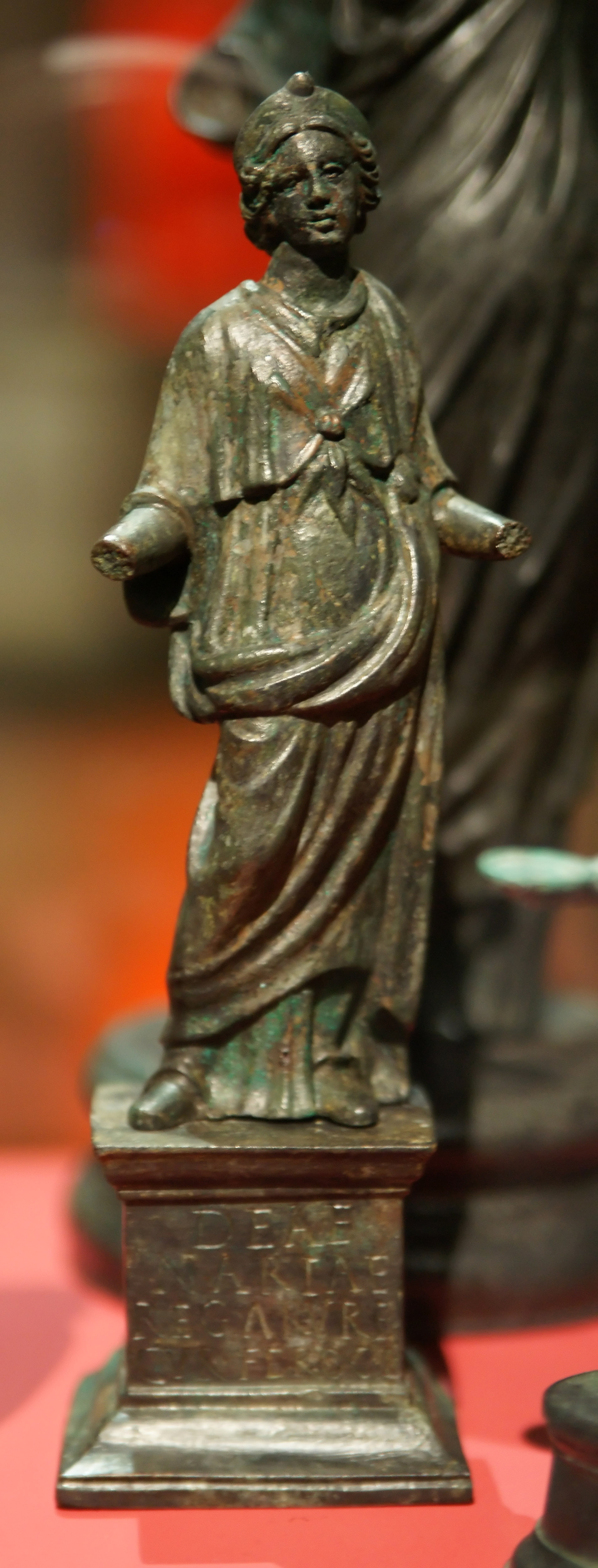
Naria, Statuette aus Muri bei Bern (CIL XIII, 5161)

Naria ist eine helvetische Göttin, die während der Römerzeit unter anderem im Heiligtum von Muri bei Bern verehrt wurde. Eine Inschrift aus Cressier nennt sie Naria Nousantia, wobei der zweite Name als keltisch  *Nausantia „Schiffgöttin“ gedeutet werden kann, wenn es zur gallischen Glosse nausum „Schiff“, die sich bei Ausonius befindet, gestellt werden kann.